# Hangman's Hymn
Hangman's Hymn è il settimo album in studio del gruppo musicale giapponese Sigh, pubblicato nel 2007 dalla The End Records.

## Tracce
1. Introitus / Kyrie – 4:30
2. Inked in Blood – 3:12
3. Me-Devil – 3:17
4. Dies Iræ / The Master Malice – 5:45
5. The Memories as a Sinner – 3:32
6. Death with Dishonor – 3:04
7. In Devil's Arms – 4:33
8. Overture / Rex Tremendæ / I Saw the World's End – 6:06
9. Salvation in Flame / Confutatis – 5:08
10. Hangman's Hymn / In Paradisum / Das Ende – 5:06

## Formazione

### Gruppo
- Mirai Kawashima – voce, pianoforte, orchestrazione
- Shinichi Ishikawa – chitarra
- Satoshi Fujinami – basso
- Junichi Harashima – batteria